# Paramedico

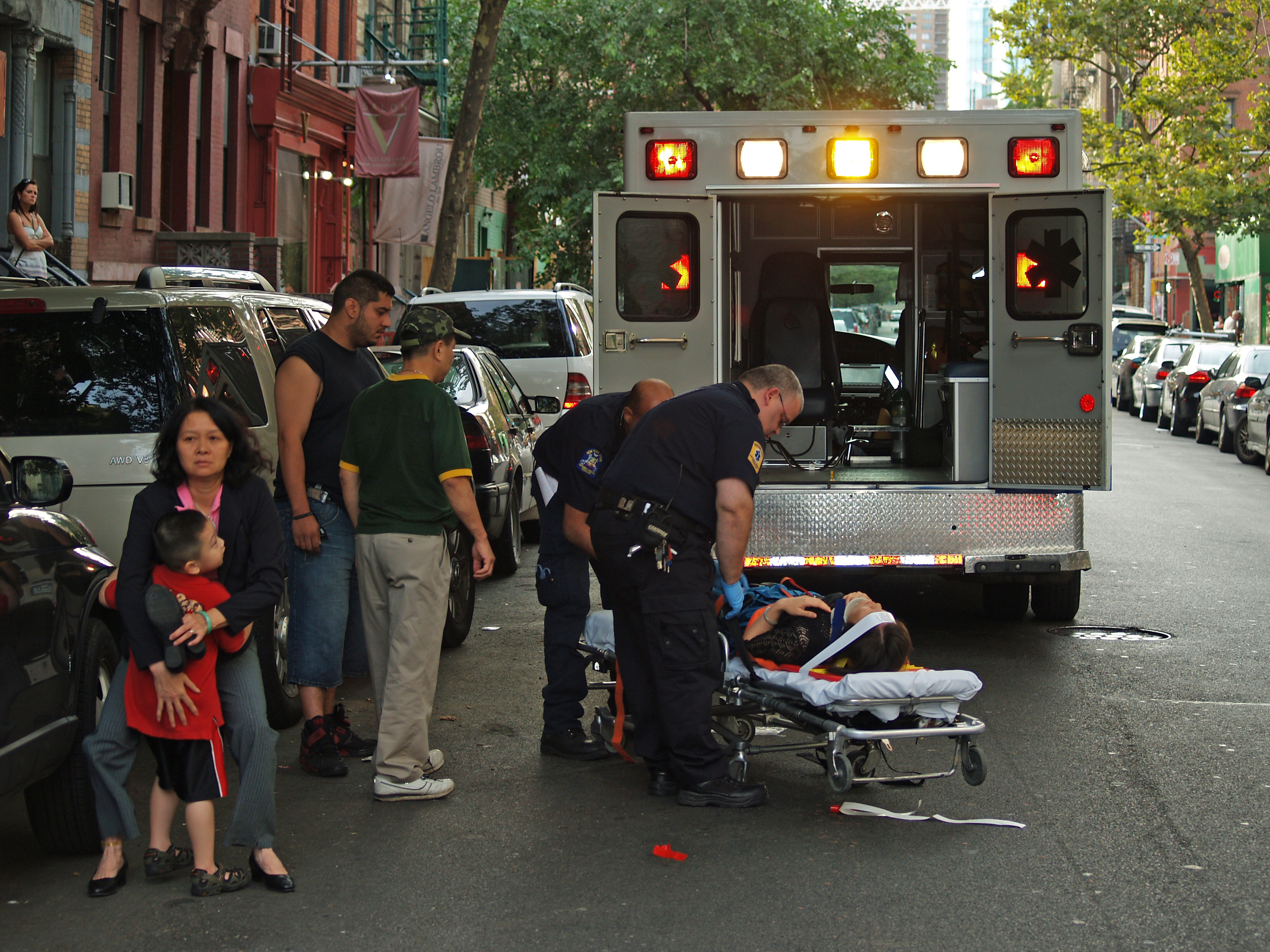
Un paramedico ed un EMT soccorrono una donna a New York

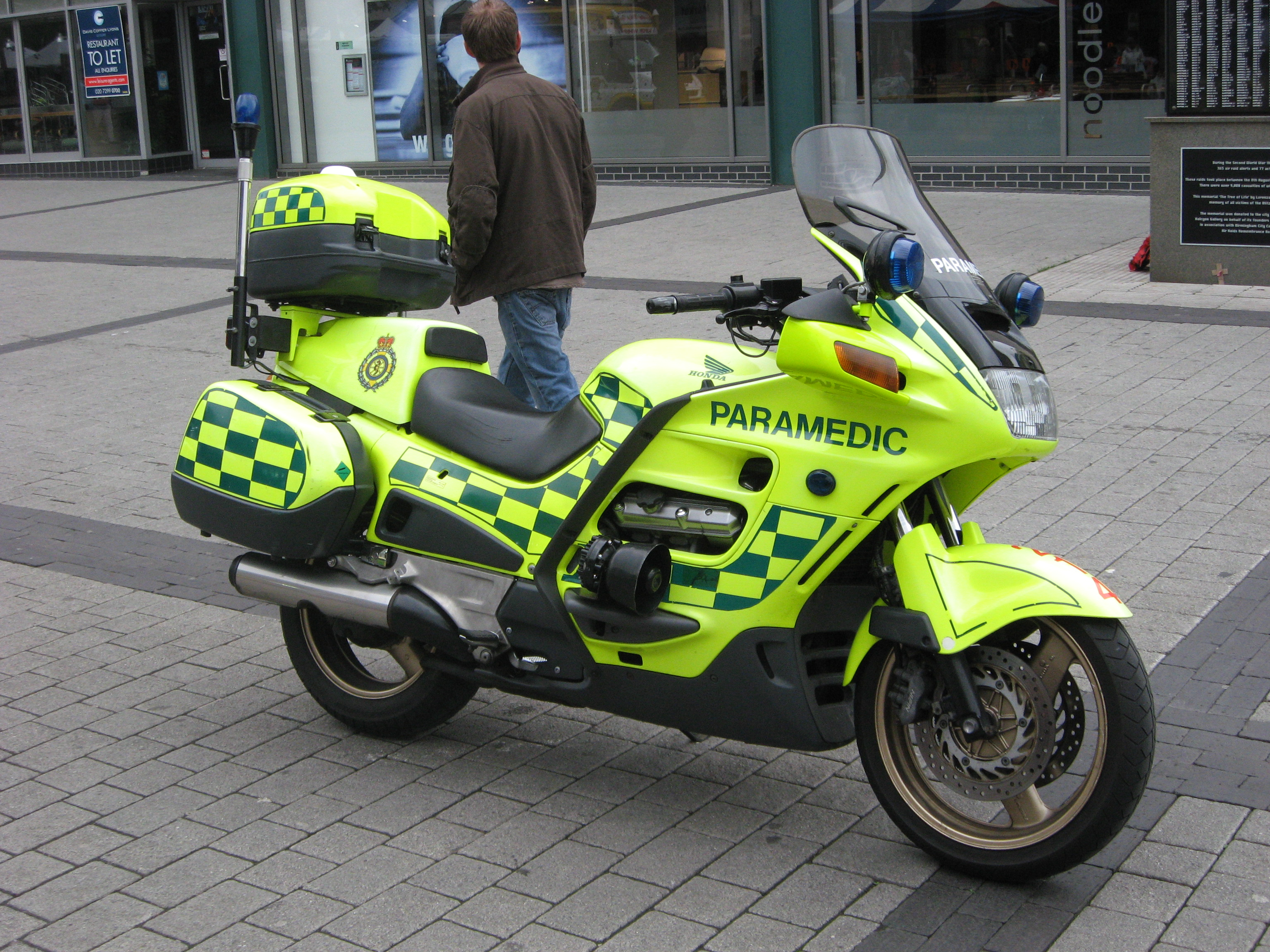
Moto d'emergenza del West Midlands Ambulance Service

Il paramedico è un operatore del servizio di emergenza sanitaria extra-ospedaliera, specializzato nella medicina d'emergenza-urgenza e che opera sulle ambulanze e sugli altri mezzi d'emergenza.
La figura del paramedico è riconosciuta e disciplinata dalla legge in molti paesi anglofoni con obbligo di iscrizione all'ordine professionale di categoria (Regno Unito, Irlanda, Stati Uniti d'America, Canada, Svizzera, Australia, Nuova Zelanda).

## Caratteristiche, compiti e formazione
Negli stati in cui esiste tale qualifica, il paramedico può prestare servizio, retribuito o volontario, sia in squadre dedicate al soccorso sanitario sia in supporto ad altri servizi di emergenza, come nei vigili del fuoco, nelle forze di polizia o nelle forze armate.
I paramedici valutano le condizioni ed assistono i pazienti vittime di problemi di natura medica o traumatica: in base alle normative nazionali o locali, i paramedici sono formati alla rianimazione cardiopolmonare (Basic Life Support e ACLS), alla somministrazione di ossigeno, alla prevenzione ed al primo trattamento dello stato di shock, alla immobilizzazione di fratture e del rachide spinale.
Il paramedico è solitamente anche formato alla somministrazione (autonoma o autorizzabile) di farmaci cardiovascolari e, in generale, di quelli definiti "salva vita" sulla base di quanto previsto da protocolli per l'emergenza extraospedaliera redatti e validati a livello nazionale e internazionale.
Gli aspiranti paramedici frequentano corsi in genere della durata di 1500 ore, nei quali acquisiscono competenze nell'Advanced Life Support (ALS)  e nel Soccorso vitale al traumatizzato. Viene loro insegnata l'applicazione di specifici protocolli e l'esecuzione di manovre specifiche quali l'intubazione endotracheale (per via orale e nasofaringea), l'utilizzo di dispositivi sopraglottici per la ventilazione invasiva, il posizionamento di una via intraossea (EZ-IO), oltre al posizionamento di accessi venosi periferici e all'utilizzo del defibrillatore, a volte manuale.

## Impiego
Il personale paramedico può prestare servizio sulle seguenti unità, solitamente classificate come ALS (Advanced Life Support);
- motociclette e biciclette allestite con il materiale per l'emergenza sanitaria;
- ambulanze;
- automediche, ovvero autovetture in grado di trasportare il personale di soccorso (anche un singolo paramedico) sul luogo dell'evento, indipendentemente dall'ambulanza;
- elisoccorso.

I paramedici possono lavorare anche in équipe con personale di altri livelli: frequenti sono, ad esempio, le ambulanze con a bordo un paramedico e un soccorritore con anche il ruolo di autista.

## Nel mondo

### Stati Uniti d'America
Negli Stati Uniti d'America gli standard per quanto riguarda il soccorso pre-ospedaliero sono definiti a livello dei singoli stati, benché debbano rispondere comunque alle normative nazionali.
Quello di EMT-P (paramedic) è il massimo livello conseguibile da un soccorritore, attraverso corsi di durata variabile tra gli 8 mesi e i 4 anni, che lo portano ad apprendere tutte le tecniche dell'Advanced Life Support, oltre ovviamente a quelle di base.
Il paramedico è tipicamente autorizzato ad effettuare interventi invasivi come la cricotiroidotomia, la toracotomia, l'iniezione intraossea, il posizionamento di un catetere venoso centrale (CVC) o la sutura di ferite; il paramedico è inoltre formato all'interpretazione di ECG a 12 derivazioni, alla defibrillazione manuale, alla cardioversione e alla somministrazione di numerosi farmaci (in alcuni stati addirittura di qualsiasi tipo).

### Germania
In Germania il livello più elevato di soccorso è offerto dai medici con specializzazione biennale in soccorso sanitario (Notarzt) e dai soccorritori di livello avanzato, che possono avvalersi di altre due categorie di soccorritori con formazione di livello inferiore (Rettungshelfer e Rettungssanitäter).
Quella di Rettungsassistent (RA) (assistente) è la qualifica massima, conseguibile attraverso un corso di formazione della durata di circa un anno, seguito da 1600 ore di tirocinio, coperte solitamente in un altro anno. Gli allievi paramedici che hanno già conseguito la certificazione di Rettungssanitäter (soccorso avanzato) devono affrontare solitamente un minore programma teorico, e a volte anche pratico, permettendo così di ottenere il diploma in minor tempo; se dotati di qualifiche inferiori, inoltre, possono combinare il tirocinio con il servizio effettivo come soccorritori, integrando le squadre di emergenza come secondi o terzi soccorritori. Le competenze avanzate dei paramedici si dividono tra quelle diagnostiche, come l'ECG e l'auscultazione, le manovre di soccorso invasive come l'intubazione endotracheale e l'applicazione di terapie IV, sottocutanee e intramuscolo.
Bisogna infine sottolineare che né i soccorritori avanzati né i paramedici sono autorizzati a compiere alcuna manovra invasiva se non sotto la supervisione diretta del medico, che deve quindi essere fisicamente presente sulla scena: solo allora possono mettere in atto le manovre apprese durante la loro formazione. Solo in casi eccezionali, in cui la vita del paziente è in serio pericolo, il paramedico o il soccorritore avanzato possono violare questa norma invocando lo stato di necessità; questa pratica, che consiste evidentemente nel violare la legge federale, è regolata da linee guida locali che non possono tuttavia renderla legale. L'opera autonoma del paramedico o del soccorritore avanzato in casi di emergenza è solitamente limitata a precisi protocolli, come la defibrillazione, l'intubazione endotracheale(senza rilassanti) e la somministrazione di farmaci in casi specifici, come adrenalina durante la RCP, destrosio per l'ipoglicemia, benzodiazepine in caso di attacchi epilettici, nitroglicerina in caso di infarto miocardico acuto (IMA), elettroliti IV per prevenire lo shock ipovolemico.

### Svizzera

#### Soccorritore Diplomato
Nella Svizzera tedesca assume il titolo di "Rettungssanitäter HF", nella Svizzera francese "Ambulancier ES".
La professione del paramedico o del Soccorritore Diplomato SSS richiede un perfetto equilibrio di doti intellettuali e abilità psico-fisiche, per riuscire ad affrontare con competenza una miriade di situazioni di differente gravità e urgenza. A questa figura professionale è affidato il compito di gestire l’intervento in autonomia o collaborando con il medico d’urgenza e/o con altre persone qualificate.
Il Soccorritore Diplomato SSS si trova quotidianamente ad affrontare situazioni cliniche scarsamente prevedibili e pianificabili, che possono cambiare velocemente e che richiedono quindi un’azione rapida in base alle circostanze. Si confronta con pazienti di tutte le fasce d’età che si trovano in situazioni di emergenza, di crisi o di rischio.
Le sue molteplici funzioni nell’ambito del soccorso pre-ospedaliero includono la gestione complessiva dell'intervento, la conduzione del veicolo d’emergenza e il controllo periodico del mezzo e del materiale in dotazione; la valutazione dello stato del paziente e la somministrazione delle prime cure sul luogo dell’evento, la somministrazione di farmaci; l’interazione con il personale medico del pronto soccorso della struttura ospedaliera di destinazione.
In percorso formativo per diventare soccorritore diplomato ha una durata di tre anni. L’attività viene esercitata in conformità a quanto previsto dall’Interassociazione Svizzera di Salvataggio (IAS).
Consegue certificazioni quali ACLS, PALS, PHTLS, AMLS.
Esercita le sue funzioni in autonomia o secondo delega medica, attraverso lo strumento degli Atti Medici Delegati, che comprendono gli algoritmi di trattamento.
Nel Canton Ticino la formazione triennale si svolge presso la Scuola Superiore Specializzata in Cure Infermieristiche

#### Soccorritore Ausiliario
Al Soccorritore Ausiliario d’ambulanza è affidato il compito di trasportare i pazienti che non si trovano in stato di salute critico, nell’ambito di un intervento pianificato. Opera sotto la guida di un soccorritore diplomato e mantiene la padronanza del veicolo.
È adeguatamente formato per decidere se, in base al tipo di trasporto, è necessario richiedere l’assistenza di un soccorritore diplomato, di un medico d’urgenza e/o di altro personale specializzato.
Negli interventi di altro tipo ha una funzione di supporto alle figure professionali. Assicura la disponibilità dell’infrastruttura, tecnica e logistica nel servizio di salvataggio.
Promuove la prevenzione di rischi per la salute e contribuisce a incrementare costantemente la qualità della professione.

#### Soccorritore Specialista
Si tratta di un soccorritore che, oltre ad avere una formazione infermieristica di base e una formazione di soccorritore diplomato, ha una specializzazione in anestesiologia o cure intense. Ha un maggiore libertà di intervento rispetto al Soccorritore Diplomato e opera sulla base di competenze che può esercitare in parte su base autonoma e in parte su delega medica.

### Italia
Dal punto di vista normativo tale figura non è prevista; il Servizio Sanitario di Urgenza ed Emergenza italiano impiega sui propri mezzi di soccorso solo personale "Soccorritore", grossomodo paragonabile alla categoria dell'EMT di Livello B statunitense, che è quindi molto lontana da quella di EMT di livello P.
Il livello di soccorso italiano è quindi rappresentato dagli EMT di Livello B (soccorritori), e da personale medico ed infermieristico. Il personale soccorritore presente sulle ambulanze italiane può essere sia volontario sia dipendente, delle varie "croci" o aziende convenzionate, che formano i cosiddetti "Mezzi di soccorso di base", o mezzi MSB. Nel caso in cui il paziente che ha richiesto il soccorso abbia bisogno di assistenza e cure avanzate, interverranno, in aiuto ai soccorritori, membri del personale sanitario, ovvero medici (spesso anestesisti-rianimatori) e infermieri, che formano insieme ad un soccorritore nelle vesti di autista, i cosiddetti "Mezzi di Soccorso Avanzati" o MSA, che potranno essere sia ambulanze sia automediche. Il servizio di 118 è disciplinato dalle singole regioni italiane, che quindi potranno stabilire i vari requisiti e standard minimi sia del personale soccorritore sia di quello sanitario.
La composizione dei vari mezzi di soccorso non è quindi omogenea in tutto lo stato italiano, ma presenta differenze a livello regionale, come ad esempio la presenza dei mezzi MSB e MSA.  In alcune regioni italiane (ad esempio Lombardia e Liguria), le ambulanze sono esclusivamente mezzi MSB (tranne casi rari) e i mezzi MSA sono esclusivamente automediche che quindi agiranno in supporto e con maggiore autonomia.
In altre regioni, ad esempio il Lazio, i mezzi MSB non esistono, e sulle ambulanze è presente sempre almeno un infermiere, formando una tipologia di mezzi chiamati MSI (Mezzo di Soccorso Intermedio) o ILS. La formazione dei soccorritori varia da regione a regione (spesso anche da provincia a provincia), non esiste infatti uno standard minimo o qualifiche minime richieste a livello nazionale, poiché tale compito è demandato alle singole regioni o ASL periferiche.
Il personale operante sui mezzi di soccorso può essere assunto come dipendente con vari tipologie di contratto o prestare servizio gratuitamente come volontario. Sebbene il servizio faccia parte del Sistema Sanitario Nazionale (SSN), ed in alcuni casi è gestito direttamente dalle aziende regionali, in alcune regioni il servizio viene subappaltato a privati ed organizzazioni. Gli equipaggi di soli soccorritori, che in base alla normativa della singola regione italiana compongono il "mezzo di soccorso di base" (MSB), variano da 2 a 4 persone; nelle ambulanze per il soccorso avanzato si trovano un medico e/o un infermiere, in aggiunta ad 1-2 soccorritori. In alcune regioni gli equipaggi delle ambulanze sono formati solo da soccorritori, eventualmente supportati dalle Automediche.